# Jo Byung-gyu
Jo Byung-gyu (Hangul: 조병규; sinh ngày 23 tháng 4 năm 1996) là một nam diễn viên Hàn Quốc. Anh được khán giả biết đến với các vai chính trong các bộ phim truyền hình ăn khách như Lâu đài tham vọng, Hot Stove League và Nghệ thuật săn quỷ và nấu mì. Anh có vai chính đầu tiên trong bộ phim Nghệ thuật săn quỷ và nấu mì với vai nhân vật chính là So Mun.

## Danh sách phim

### Phim
| Năm  | Tiêu đề              | Vai diễn                        | Ct    |
| ---- | -------------------- | ------------------------------- | ----- |
| 2016 | Life Risking Romance | Seol Rok-hwan (thời niên thiếu) | [ 2 ] |
| 2018 | Dokgo Rewind         | Kim Jong-il                     | [ 3 ] |
| 2019 | Idol                 | Yo-han                          |       |
| 2019 | Phi vụ nữ quyền      | Hyun [Thám tử trẻ tuổi nhất]    | [ 4 ] |

### Phim truyền hình
| Năm       | Tiêu đề                        | Vai diễn                           | Kênh      | Ct            |
| --------- | ------------------------------ | ---------------------------------- | --------- | ------------- |
| 2015      | Who Are You: School 2015       | Byung-gyu                          | KBS2      | [ 5 ]         |
| 2015      | Riders: Catch Tomorrow         | Kim Min-joong                      | Channel E | [ 6 ]         |
| 2016      | A Beautiful Mind               | Gye Jin-sung's brother (khách mời) | KBS2      | [ 7 ]         |
| 2016      | The K2                         | Part-timer                         | tvN       | [ 8 ]         |
| 2017      | 7 ngày làm vương hậu           | Baek Suk-hee (thời niên thiếu)     | KBS2      | [ 9 ]         |
| 2017      | Money Flower                   | Kang Pil-joo (thời niên thiếu)     | MBC       | [ 10 ]        |
| 2017      | Hello, My Twenties! 2          | Jo Chung-han                       | JTBC      |               |
| 2017      | Thiếu nữ 1979                  | Lee Bong-soo                       | KBS2      | [ 11 ]        |
| 2018      | Đài phát tình yêu              | Go Hoon-jung                       | KBS2      | [ 12 ]        |
| 2018      | Time                           | Kim Bok-kyu                        | MBC       | [ 13 ]        |
| 2018-2019 | Lâu đài tham vọng              | Cha Ki-joon                        | JTBC      | [ 14 ]        |
| 2019      | Chàng trai ngoại cảm           | Kang Sung-mo (thời niên thiếu)     | tvN       | [ 15 ] [ 16 ] |
| 2019      | Biên niên sử Arthdal           | Sateunik                           | tvN       | [ 17 ] [ 18 ] |
| 2019–2020 | Hot Stove League               | Han Jae-hee                        | SBS       |               |
| 2020–2021 | Nghệ thuật săn quỷ và nấu mì   | So-Moon                            | OCN       | [ 19 ]        |
| 2023      | Nghệ thuật săn quỷ và nấu mì 2 | So-Moon                            | tvN       |               |

### Chương trình truyền hình
| Năm       | Tiêu đề   | Ghi chú                                     | Kênh | Ct     |
| --------- | --------- | ------------------------------------------- | ---- | ------ |
| 2019–2020 | Naturally | Thành viên (1 – 6, 8 – 12, 20, 26, 36 – 43) | MBN  | [ 20 ] |

## Giải thưởng và đề cử
| Năm  | Giải thưởng           | Hạng mục       | Đề cử            | Kết quả   | Ct     |
| ---- | --------------------- | -------------- | ---------------- | --------- | ------ |
| 2020 | 28th SBS Drama Awards | Best New Actor | Hot Stove League | Đoạt giải | [ 21 ] |